# أولاد علي الكراري (بوعنان)
أولاد علي الكراري هي إحدى مشيخات المملكة المغربية، تتبع جغرافيا لإقليم فكيك وإداريًا لبوعنان. يقدر عدد سكانها بـ 446 نسمة حسب الإحصاء الرسمي للسكان والسكنى لسنة 2004.